# Piotr Orczyk
Piotr Orczyk (ur. 19 marca 1993 w Łodzi) – polski siatkarz, grający na pozycji przyjmującego. 
W 2023 roku urodził mu się syn.

## Sukcesy klubowe
Puchar Belgii:
- 2015[4], 2016, 2017, 2018

Liga belgijska:
- 2016, 2017
- 2015[5], 2018

Superpuchar Polski:
- 2018

Liga polska:
- 2022[6]